# موريتز كانتور
موريتز كانتور (بالألمانية: Moritz Benedikt Cantor )‏ (و. 1829 – 1920 م) هو رياضياتي، ومؤرخ الرياضيات، ومؤرخ ألماني، ولد في مانهايم، وكان عضوًا في أكاديمية هايدلبرغ للعلوم والعلوم الإنسانية (منذ 1908)، والأكاديمية الروسية للعلوم، والأكاديمية الألمانية للعلوم ليوبولدينا، توفي في هايدلبرغ، عن عمر يناهز 91 عاماً.

## التعليم
تعلم في جامعة غوتينغن، وجامعة هايدلبرغ.

## روابط خارجية
- موريتز كانتور على موقع الموسوعة البريطانية (الإنجليزية)